# Klisa (Osijek)
Klisa je naselje u sastavu Grada Osijeka, u Osječko-baranjskoj županiji. U njenoj blizini nalazi se Zračna luka Osijek. Do 1991. godine i teritorijalne reorganizacije Republike Hrvatske, Klisa je pripadala općini Vukovar.

## Povijest
Tijekom srpske agresije na Hrvatsku, dana 11. studenog 1991. pripadnici srpske paravojske, predvođeni Željkom Ražnatovićem Arkanom, uhitili su sedam nesrpskih mještana, od kojih je dvoje pušteno s obzirom na to da su imali rođake Srbe. Preostali mještani hrvatske narodnosti, njih petero, nasilno su odvedeni u Erdut i ubijeni, a njihova su tijela bačena u masovnu grobnicu u Ćelijama.

## Stanovništvo
Prema popisu iz 2011. naselje je imalo 324 stanovnika.
| broj stanovnika | 5     | 51    | 71    | 129   | 118   | 115   | 18    | 124   | 176   | 225   | 331   | 308   | 346   | 419   | 463   | 324   | 242   |
|                 | 1857. | 1869. | 1880. | 1890. | 1900. | 1910. | 1921. | 1931. | 1948. | 1953. | 1961. | 1971. | 1981. | 1991. | 2001. | 2011. | 2021. |

## Obrazovanje
- Područna škola Klisa - Osnovna škola Bobota

## Šport
U Klisi je postojao nogometni klub Vranduk, koji je od 1992. do 1997. (tijekom srpske okupacije ovoga kraja) nosio ime Obilić.[nedostaje izvor] 2008. godine obnovljen je rad kluba, ali se nigdje ne natječe.

## Poznate osobe
- Mihajlo Zečević, pjesnik